# Wilhelm Gottlieb Tennemann
Wilhelm Gottlieb Tennemann (né le 7 décembre 1761 à Kleinbrembach en duché de Saxe-Weimar, mort le 30 septembre 1819 à Marbourg) est un philosophe et historien de la philosophie.

## Biographie
Wilhelm Gottlieb Tennemann commence ses études dans la maison paternelle. Puis, il rejoint l'université d'Iéna, où il devint lui-même un des professeurs les plus distingués. Réunissant de profondes connaissances à un esprit méditatif et scrutateur, il porte le flambeau d'une saine critique dans toutes les parties de la philosophie, spécialement celle des Grecs. 
Il complète et surpasse même les travaux de Johann Jakob Brucker et de Dietrich Tiedemann. Il répand un nouveau jour sur la doctrine de Platon. La traduction qu'il donne de l'Histoire comparée des systèmes de philosophie, relativement aux principes des connaissances humaines, par de Gérando, et les notes dont il l'a accompagnée prouvent qu'il ne s'est pas livré à des préventions exclusives. 
On remarque surtout dans ses écrits une tendance éclectique et beaucoup de fidélité, d'exactitude dans l'exposition des opinions des philosophes qui ont été l'objet de ses recherches. 
Tennemann a professé la philosophie à Marbourg et fut second bibliothécaire à l'université.
Il fut un des collaborateurs de la Gazette littéraire d'Iéna et du répertoire de ce journal, publié par Johann Samuel Ersch de 1785 à 1800. 
Victor Cousin et Épagomène Viguier ont donné une traduction de son Manuel de l'histoire de la philosophie.  La seconde édition de cette traduction, revue sur la cinquième édition allemande, est parue en 1839. Cousin avait déjà, dans son Cours de philosophie, signalé les qualités et les défauts de l'ouvrage de Tennemann,.

## Publications
Ses principaux ouvrages sont : 
1. De quœstione : num sit subjectum aliquod animi, nobisque cognoscipossit ; accedunt quœdam dubia contra Kantis sententiam, Iéna, 1788, in-4° ;
2. Doctrines et opinions des disciples de Socrate sur l'immortalité de l'âme, ibid., 1791, in-8 ;
3. Système de la philosophie de Platon, Leipzig, 1792. in-fol. ;
4. Traité du docteur Guenau sur l'entendement humain.
5. Histoire de la philosophie, Leipzig, 1798-1819, 11 vol. in-8.